# Otacilia komurai
Otacilia komurai (Yaginuma, 1952) è un ragno appartenente alla famiglia Phrurolithidae.

## Biologia
Questo ragno è mirmecofilo, cioè vive in associazione con le formiche; descritto come probabile mirmecofilo dalla Cushing in un lavoro del 1997, se n'è acquisita la certezza a seguito di un recente studio degli aracnologi Wang, Zhang F. & Z.S. Zhang del 2012

## Distribuzione
La specie è stata reperita in varie località del Giappone e della Cina.

## Tassonomia
Al 2012 non sono note sottospecie e non sono stati esaminati nuovi esemplari.